# Masters of Nebulah Frost
Masters of Nebulah Frost — видеоальбом норвежской блэк-метал-группы Immortal, выпущенный в 1995 году лейблом Osmose Productions в формате VHS. На кассете представлены 2 клипа на композиции с альбома Battles in the North, режиссёром и продюсером которых является Девид Палзер (англ. David Palser).

## Об альбоме
Battles in the North записывался группой в неполном составе (роль ударника исполнял Аббат). Музыкантов подвело качество записи и сведения, и альбом в итоге не встретил одобрения критиков. Рецензент сайта The Metal Observer назвал этот альбом самым слабым из творчества Immortal, но при этом отметил, что для съёмок видео с него были выбраны две самые удачные композиции. Помимо Аббата и Демоназа в одном из клипов присутствует ударник Хеллхаммер, который присоединился к группе после выхода Battles in the North в качестве сессионного музыканта.
Первым на кассете идёт видеоклип «Blashyrkh (Mighty Ravendark)». Большую часть времени в кадре присутствуют Аббат и Демоназ, играющие на вершине скалы на фоне поросшего лесом побережья и голубого неба. В некоторых сценах появляется ворон, вспышки молний, а некоторые кадры окрашены в чёрно-белый цвет. Во втором видео, на песню «Grim And Frostbitten Kingdoms», Аббат, Демоназ и Хеллхаммер играют, стоя на покрытом льдом берегу у кромки воды. На заднем плане мелькает заснеженная каменистая местность. Часть кадров снята через покрытый инеем и каплями воды объектив. Таким способом создаётся ощущение, что поющий Аббат заключён в глыбе льда.
Видео «Grim And Frostbitten Kingdoms» впоследствии было включено во вторую часть сборника Monsters of Metal лейбла Nuclear Blast, а клип «Blashyrkh (Mighty Ravendark)» вошёл в состав пятой части.

## Список композиций
| №                   | Название                        | Длительность |
| ------------------- | ------------------------------- | ------------ |
| 1.                  | «Blashyrkh (Mighty Ravendark)»  | 4:34         |
| 2.                  | «Grim And Frostbitten Kingdoms» | 2:47         |
| Общая длительность: | Общая длительность:             | 7:21         |

## Участники записи
- Demonaz Doom Occulta — гитара
- Abbath Doom Occulta — бас, вокал
- Hellhammer — ударные